# Botrytis rosea
Botrytis rosea är en svampart som beskrevs av Link 1815. Botrytis rosea ingår i släktet Botrytis och familjen Sclerotiniaceae.   Inga underarter finns listade i Catalogue of Life.